# ديفيد كرين (مهندس)
ديفيد كرين (بالإنجليزية: David Crane)‏ هو مهندس أمريكي، ولد في 9 أكتوبر 1950 في ناباني في الولايات المتحدة.

## وصلات خارجية
- ديفيد كرين على موقع الموسوعة البريطانية (الإنجليزية)
- ديفيد كرين على موقع ميوزك برينز (الإنجليزية)
- ديفيد كرين على موقع إن إن دي بي (الإنجليزية)